# Sh2-74
Sh2-74 est une nébuleuse en émission visible dans la constellation de l'Aigle.
Elle est située dans la partie centre-ouest de la constellation, à environ 8° au sud de l'étoile ζ Aquilae. Elle est visible sur le bord sud du grand complexe de nuages sombres connu sous le nom de Rift de l'Aigle, le long de la traînée lumineuse de la Voie lactée. Sa très petite taille et sa faible luminosité nécessitent de forts grossissements et des filtres adaptés à la mise en évidence de l'hydrogène ionisé pour son identification. La période la plus propice à son observation dans le ciel du soir est de juillet à novembre, depuis les deux hémisphères.
Sh2-74 est une région H II partiellement obscurcie située à une distance d'environ 3 100 pc (∼10 100 al), sur le bord extérieur du bras du Sagittaire, à 1 000+200 pc (∼3 260 al) de la région de la nébuleuse de l'Aigle. Le nuage héberge certains phénomènes de formation d'étoiles : certaines sources de rayonnement infrarouge de très jeunes étoiles en formation ont été découvertes à l'intérieur. Parmi celles-ci figurent IRAS 19062+0531 et IRAS 19065+0529, auxquelles s'ajoute IRAS 19050+0524, coïncidant avec un groupe d'étoiles rougeâtres probablement associées à un nuage moléculaire dense. La présence d'un maser à eau a également été détectée à la longueur d'onde des micro-ondes. Certaines sources d'ondes radio sont également présentes.
Dans la même direction que le nuage, bien qu'à une distance d'environ 5 500 pc (∼17 900 al) du Soleil, se trouve la région de formation d'étoiles W50, vers laquelle l'objet exotique SS 433, une étoile binaire à rayons X composée d'un trou noir (ou d'une étoile à neutrons) accompagnée d'une étoile blanche très évoluée.